# 卡爾卡赫河
49°37′36.42″N 11°15′0.47″E / 49.6267833°N 11.2501306°E

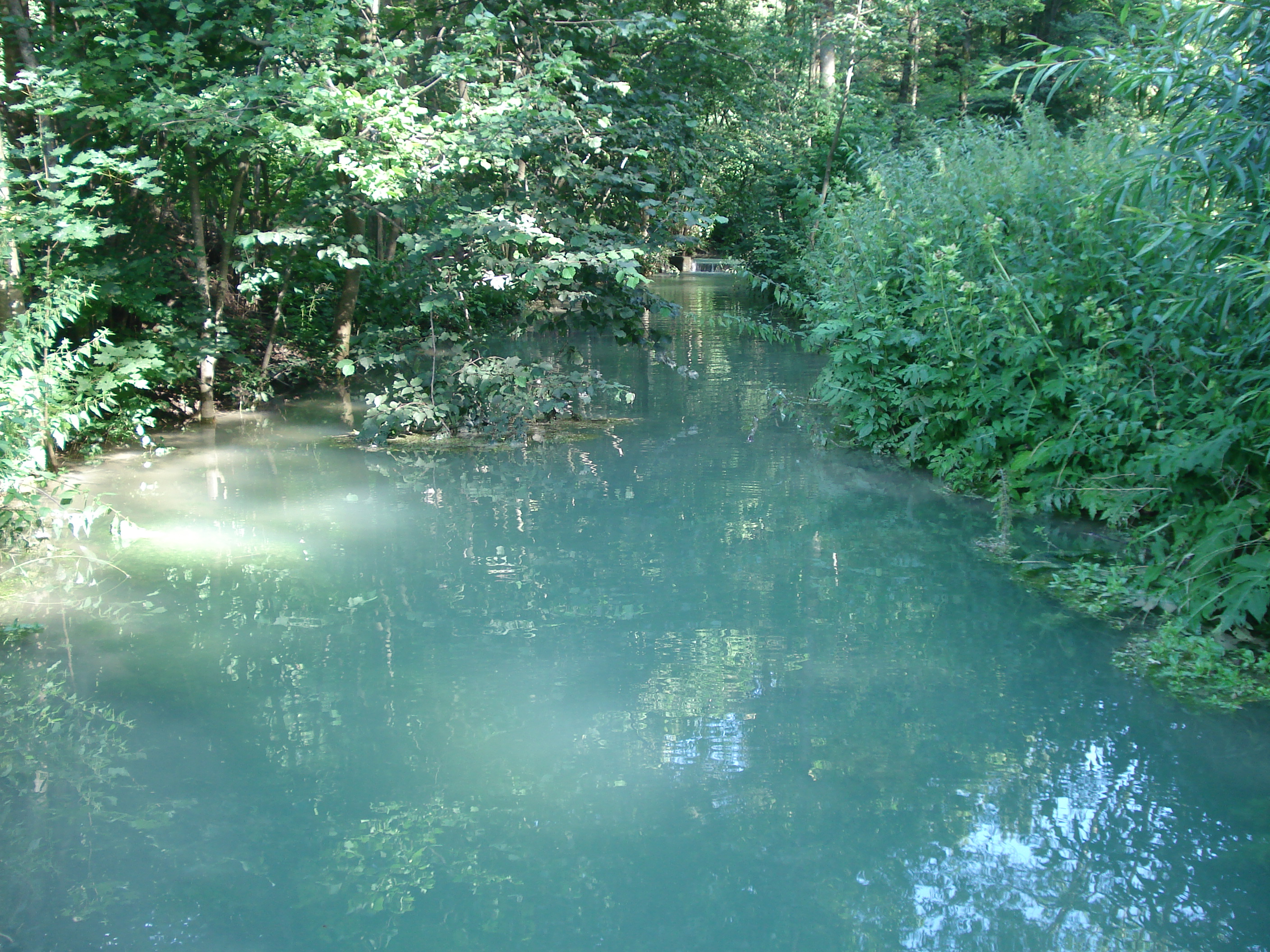

卡爾卡赫河（德語：Kalkach），是德國的河流，位於該國東南部，由巴伐利亞負責管轄，與利拉赫河匯流成為奧巴赫河，河道全長3.2公里，發源自格雷芬貝格北側。